# Isophya pyrenaea
Isophya pyrenaea är en insektsart som först beskrevs av Jean Guillaume Audinet Serville 1838.  Isophya pyrenaea ingår i släktet Isophya och familjen vårtbitare. Inga underarter finns listade i Catalogue of Life.